# 波崎彩音
波崎 彩音（なみざき あやね、1994年7月26日 - ）は、日本の女優。愛知県田原市出身。フリーランス。

## 略歴
美容学校を卒業し、エステティシャンとして勤務歴を持つ。日本エステティック協会認定エステティシャンの資格の他、所持する資格は17個。
JUSTICEに所属後、現在はフリーランスで活動。

## 出演

### 舞台
- ILLUMINUS
  - 『喫茶ライフ』（2016年12月21日 - 25日、シアターグリーン BOX in BOX THEATER）- 女子高生 役[3]
  - 『ジュブナイル』（2017年1月21日 - 22日、シアター1010）- アンサンブル[4]
- LIPS*S
  - 『水月鏡花』（2017年6月7日 - 11日、BIG TREE THEATER）- 楢崎光枝 役[5]
  - 『旋律テロル』（2018年3月21日 - 25日、新宿村Live[6]）- フウコ 役
- Selah Japan『楽屋〜流れ去るものはやがてなつかしき〜』（2018年2月15日 - 19日、下北沢Geki地下Liberty）- 女優D 役[7]
- K-FARCE
  - 『CLAP!CLAP!CLAP!』（2018年7月18日 - 22日、シアター風姿花伝[8]）- 祢々切丸 役
  - 『カシマッシュ！』（2018年11月14日 - 19日、シアター風姿花伝）- 辰 役[9]
  - 『弾倉に薔薇を込めて』（2024年2月6日 - 10日、萬劇場[10]）- 主演Z 役
- ねくすぽすと『おやすみ伯爵と真夜中のダンスパーティー』（2019年2月5日 - 11日、絵空箱[11]）-ケティ 役
- ニクバナレ『今日、きみがいない』（2019年6月12日 - 16日、中野ウエストエンドスタジオ）- モモ 役
- SPIRAL CHARIOTS『HATTORI半蔵4』（2021年6月30日 - 7月4日、六行会ホール）- 斉藤ハジメイ 役[12]
- TAIYO MAGIC FILM『黒い箱の中に白い箱』（2021年7月21日 - 7月25日、すみだパークシアター倉[13]）- アコ 役
- @emotion『ももがたり』（2022年2月23日 - 27日、BIG TREE THEATER）- 霞 役[14]
- 猫ノ手シアター
  - 『四面楚歌〜警視庁捜査六課動乱〜』（2020年3月19日 - 22日、武蔵野芸能劇場[15]）- AI 役
  - 『五里霧中』（2022年3月16日 - 20日、シアターKASSAI[16]）- 早乙女桜 役
- プロジェクトリコロ
  - 第1回公演『TRUMP』（2019年10月3日-7日　新宿スターフィールド[17]）- モロー・ガーランド 役
  - 第2回公演『サイキック•エージェンシー』（2020年8月5日-9日　萬劇場[18]）- 虹崎あかね 役
  - 第1回Bicolor公演『純情おにぎり物語-ON Stage-』（2021年9月28日-30日　萬劇場[19]）- 母子 役[20]
  - 第3回公演『スーサイドホテル』（2021年12月8日-12日　萬劇場[21]）-  望月たいこ 役[22]
  - 第4回公演『Lilac-sideWhich-』（2022年8月3日-7日　萬劇場[23]）- ビビ 役
  - 第6回公演『ノラの楽園』（2023年6月7日-11日　萬劇場[24]）- マギー 役
  - 第7回公演『Statice』（2023年12月20日-24日、六行会ホール[25]）- キャンディ 役
  - 第8回公演『SUMU』（2025年2月12日-16日　萬劇場）- グレイ2 役[26]
- 感謝の日々を
  - 『碧羅の陰に詠ふ』（2022年11月9日 - 13日、上野ストアハウス[27]）- 風鬼 役
  - 『どうか、白き雷よ』（2024年2月14日 - 18日、萬劇場[28]）- 山本八重 役
- 東京War:DS
  - -狂震の渋谷編-（2023年4月19日 - 23日、新宿村LIVE）- マトビ 役[29]
  - -黒と白のTRIGGER-（2024年5月15日 - 19日、六行会ホール）- マトビ 役[30]
- 蜂巣祭『快便戦隊うんこマンTHE FINAL』（2024年9月19日 - 24日、新宿スターフィールド[31]）- 血尿仮面 役
- Poppin' Shower『星空ハーモニー2024』（2024年12月25日 - 29日、BIG TREE THEATER[32]）- 嘉陽ひつじ 役[33]
- たつや優プロデュースイベント『無人島物語(仮)』（2025年3月30日、赤坂CHANCEシアター[34]）
- 蜂巣祭2025夏の陣DREAM MATCH（2025年6月20日 - 22日、赤坂CHANCEシアター[35]）
- リントスル企画『エンシスの禁忌』（2025年6月25日 - 29日、萬劇場）- マーネ役[36]

### TV・CM
- 日本テレビ『ゴーストママ捜査線』
- 日本テレビ『ザ・世界仰天ニュース』再現VTR
- フジテレビ『未来CHO人図鑑』[37]
- タカラトミーアーツ CM
- SONY イベント用ムービー
- AOKI「フレッシャーズ」web CM
- SUZUKI「ワゴンR」CM

### その他
- Art-Nouveau異次元美術写真展（2022年3月15日 - 20日）- モデル出演[38]
- 愛知県田原市観光PRアイドル『La*花ノたみ』（2013年 - 2015年）[39]
- 『フリカケ≠ぱにっく』（2015年 - 2016年)[40]